# カリン・ダバイル・ウェイン
カリン・ダバイル・ウェイン (Karin Dabayl Weyn, Karin dabayl wayne, Karin Dabailwein) はソマリランドのスール地域にある村。2014年にソマリランド軍の基地が作られた。

## 歴史
カリン・ダバイル・ウェインの名前は1951年にイギリスで発行されたイギリス領ソマリランドの解説本にも掲載されている。
2013年11月、カリン・ダバイル・ウェインがチャツモ国の支配下にあると報道された。
2014年1月、チャツモ国の3人の大統領の一人アフメド・イルミ・イスマンが、プントランド副大統領選に立候補することを表明した。カリン・ダバイル・ウェインに住むチャツモ国内務省局長は、これを非難。（アフメド・イルミ・イスマンはプントランド副大統領選で落選し、1月末にプントランド内務長官に就任した。）
2014年2月、ソマリランド軍の基地が新たにカリン・ダバイル・ウェイン、ダルカイン・ゲーニョなどに作られた。これは、プントランドの副大統領がブーホードレを訪問するのを阻止する狙いがあったと見られる。プントランド政府はこれを非難。
2014年8月、カリン・ダバイル・ウェインのソマリランド軍基地から軍用ワゴン3台を持つ部隊が部隊長ごと消息を取った。無断離脱と見られる。
2015年10月、ガローウェ、ボサソ、ガルカイヨ、ラス・アノド、ボアメ、ブーホードレ、ウィドウィドなどからの代表団がカリン・ダバイル・ウェインに集まり、この辺りで発生している紛争を終わらせるための協議を行った。
2017年9月、カリン・ダバイル・ウェインの食堂で発砲があり、4人が死亡した。殺されたのはブーティンレからの来訪者で、ブーティンレとカリン・ダバイル・ウェインは長年対立している。
2017年12月、カリン・ダバイル・ウェインとコリレイで氏族闘争が発生した。12月末に停戦が合意された。この紛争は12年も続いていた。
2018年9月、スール地域南部で旱魃と森林破壊が原因で、かつては放牧適地と考えられていたカリン・ダバイル・ウェインで牛の飼育が困難になっていると報じられた。
2020年6月、プントランド軍がカリン・ダバイル・ウェインに侵入したが、付近に駐留していたソマリランド軍が撃退した。別の情報によれば、撃退されたのはプントランド政府の長官と議員。